# Stade Marcel-Picot
Le stade Marcel-Picot est un stade de football situé à Tomblaine dans la proche banlieue de Nancy. D'une capacité d'accueil de 20 087 places, toutes assises et couvertes, ce stade est doté d'une pelouse hybride et est classé de niveau 1 par la FFF.
Inauguré en 1926 et propriété de la Métropole du Grand Nancy, son club résident principal est l’AS Nancy-Lorraine, équipe de football professionnelle depuis 1967 représentant la ville. Jusqu'en 1967, le stade accueillait le FC Nancy et encore auparavant le stade universitaire lorrain.

## Histoire

### Origines
Le 11 octobre 1913 un rapport sur l'idée d'édification d'un parc des sports, rédigé par le secrétaire des étudiants nancéiens, est soumis à la mairie de Nancy. L'objectif est de doter la ville d'un pôle d'entrainement universitaire et d'un lieu d'accueil de manifestations. Mis en sourdine par la Première Guerre mondiale, le projet reprend corps après la fin des hostilités. Le stade universitaire lorrain, présidé par un chapelier nommé Marcel Picot, obtient alors un terrain de six hectares situé sur la commune de Tomblaine, près du pont d'Essey, à l'est de la ville de Nancy.

### Naissance
Le complexe est officiellement ouvert le 8 août 1926 sous l’appellation de « Parc des sports du pont d’Essey », il est également appelé « Stade de l’université ». L'enceinte accueille en 1935 les rencontres de football professionnel du FC Nancy, club créé la même année. Au départ, il n'existait qu'une seule tribune, la tribune Jacquet, nommée du nom d'un ancien speaker. Autour des trois autres côtés, les spectateurs se plaçaient sur des buttes de terre terrassées pour prendre l'apparence d'escaliers. En 1963, les premiers projecteurs sont mis en place pour les matchs en nocturne.
Le stade est rebaptisé le 12 mai 1968 du nom de l'ancien président du stade universitaire lorrain et du FC Nancy, Marcel Picot.

### Agrandissements (1973-1978)
En 1973, une nouvelle tribune latérale imposante est construite, baptisée Hazotte, rendant hommage à un dirigeant du club, Marcel Hazotte, décédé en intervenant au cours d'une rixe. Grâce à quelques aménagements dans les virages, le stade peut désormais accueillir 25 000 spectateurs. Le record d'affluence de l'enceinte est de 30 384 spectateurs payants le 16 septembre 1976, à l'occasion du match AS Nancy-Lorraine - AS Saint-Étienne.
En 1978, le stade reçoit un nouveau pylône d'éclairage plus puissant. La même année, la piste d'athlétisme est supprimée pour permettre la construction des tribunes Marmite et Chaudron, toutes deux situées derrière les buts.
Le 23 mai 1988, le stade Marcel-Picot accueille le jubilé Platini qui marque la fin de la carrière du prodige nancéien. Une foule de personnalités participe à l'évènement. Le stade Marcel-Picot devient alors la seule enceinte sportive où ont évolué conjointement trois grands footballeurs du XXe siècle : Maradona, Pelé et Platini.

### Restructuration (1999-2003)
Devenu obsolète dès le début des années 1990, le stade fait l'objet d'une lourde reconstruction par étape, ne conservant que la base de la tribune Hazotte. À cette occasion, l'enceinte se dote de virages et le terrain se retrouve entouré par une fosse, remplaçant les anciens grillages. L'ancien éclairage est également démantelé et remplacé par quatre mâts d'éclairage. La rénovation complète du stade a débuté le 18 octobre 1999 pour s'achever en 2003, et offrir une capacité de 20 087 places. Les nouvelles tribunes remplaçant les anciennes Chaudron et Marmite sont baptisées respectivement Piantoni, du nom de Roger Piantoni, ancien joueur du FC Nancy et ancien international de l'équipe de France ; et Schuth, rendant hommage à Philippe Schuth, gardien de but de l'ASNL décédé en 2002 dans un accident de voiture.
L'espace sous la tribune Hazotte est aménagé et complètement fermé en 2009.
Durant l'été 2010, le stade est équipé d'une pelouse artificielle. Cette pelouse, parfois décriée par les joueurs et entraîneurs, a néanmoins permis la tenue de rencontres en plein cœur de l'hiver lorrain.
La pelouse synthétique du stade a été remplacée à la fin de la saison 2016-2017 par une pelouse naturelle hybride.

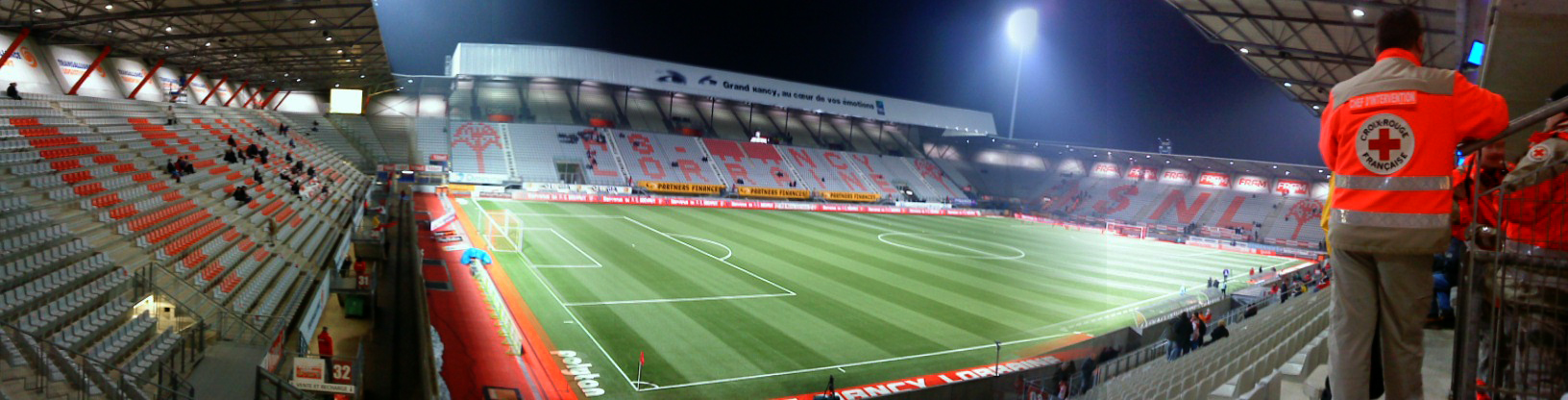
Vue panoramique des tribunes (décembre 2010)

### Euro 2016 et projet d'agrandissement
Le stade devait accueillir l'Euro 2016, avec un projet d'agrandissement et de modernisation portant sa capacité à 32 000 places assises. La tribune Jacquet aurait entièrement été dédiée aux VIP (4 000 places) et aux journalistes (300 pupitres de presse écrite et radio). Le coût du projet était estimé à environ 70 millions d'euros et les travaux devaient débuter au printemps 2011, et s'achever pour le début de la saison 2013-2014. Des désaccords avec les partenaires financiers ont fait échouer le projet et Marcel-Picot n'accueillera pas le Championnat d'Europe de football 2016.

## Configuration actuelle

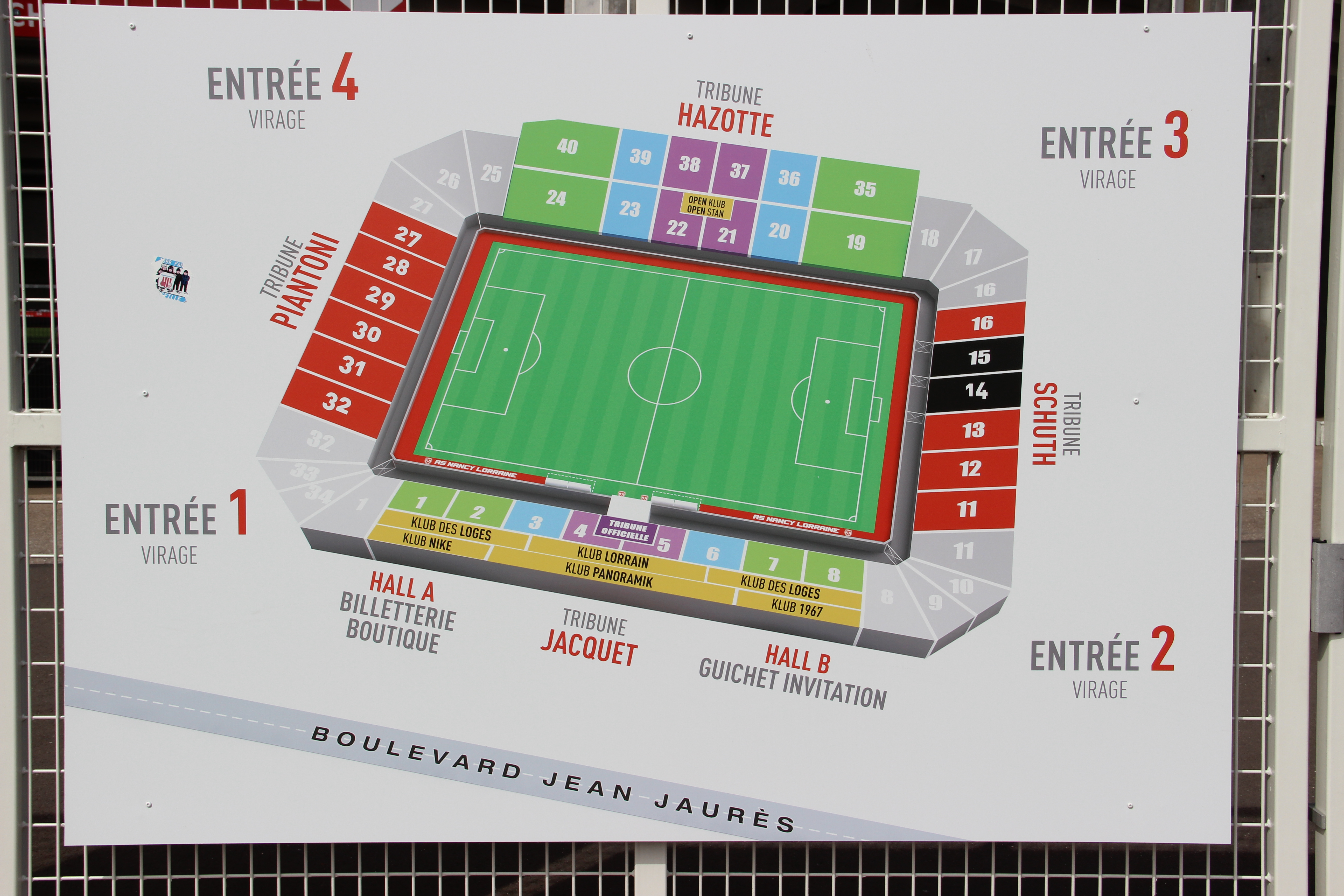
Plan du stade avec localisation des différentes tribunes

Les tribunes du Stade Marcel Picot se décomposent en cinq groupes :
- Tribune Jacquet : latérale (ouest)
- Tribune Piantoni : derrière les buts (nord)
- Tribune Hazotte : latérale (est)
- Tribune Schuth : derrière les buts (sud)
- Quatre virages

## Affluences
Lors de la saison 2007-2008 de Ligue 1, l'AS Nancy-Lorraine termine à la 4e place avec une seule défaite à domicile lors de la dernière journée, ce qui permet au stade nancéien de disposer du taux de remplissage le plus élevé des clubs de Ligue 1 français avec 93,3 %.

La tribune Piantoni vue depuis le virage 1 (19 mai 2023)

De 2006 à 2013, alors que l'AS Nancy-Lorraine évoluait en Ligue 1, le taux de remplissage du stade était supérieur à 75% avec une moyenne supérieure à 15 000 spectateurs par match. Ce taux s'est maintenu jusqu'en 2017 malgré un passage en Ligue 2 durant trois saisons. Durant cette période, de nombreux matchs de football se sont joués à guichets fermés au stade Marcel-Picot.
À la suite de son retour en Ligue 2 en 2018 et une succession de mauvais résultats du club résident, le taux de remplissage a diminué autour de 55% (environ 11 000 spectateurs par match).
Le 29 avril 2023, la rencontre de National opposant l'AS Nancy et l'US Avranches réunit 16 472 spectateurs, ce qui constitue le record d'affluence du championnat sur la saison et la plus forte affluence pour un match de troisième division depuis 2018. Ce record est à nouveau battu le 19 mai 2023 lors de la rencontre de National opposant l'AS Nancy et Le Puy Foot 43 Auvergne avec 19 064 spectateurs. Le match aura lieu à guichets fermés, grâce à une dérogation de la FFF permettant au club d'accueillir ses supporters dans la tribune visiteurs, étant donné l'absence de supporters du Puy. Il faut remonter à juin 2016 lors d'un match du RC Strasbourg pour trouver une plus grande affluence dans ce championnat.

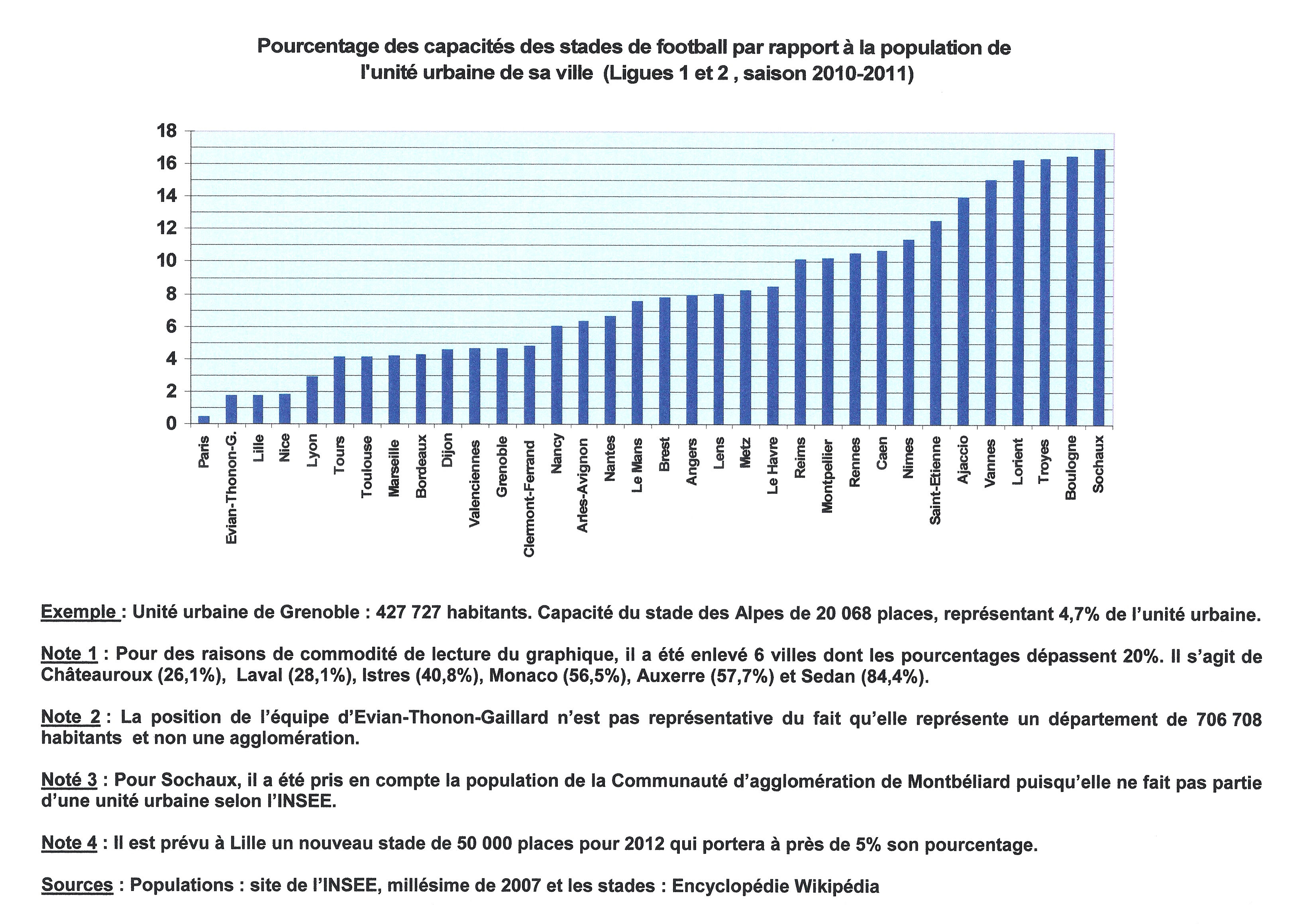
Capacité du Stade Marcel Picot par rapport à son unité urbaine

## Événements sportifs
- Jubilé Michel Platini, le 23 mai 1988[7].
- Match amical de rugby entre la France et la Nouvelle-Zélande (17-55), le 14 novembre 1995[14].
- Jubilé Olivier Rouyer, le 12 juin 2011[15].
- Match amical féminin entre la France et le Brésil (2-2), le 6 mars 2013[16].
- Match amical féminin entre la France et l’Écosse (1-0), le 28 mai 2015[17].
- Match de qualification à l'Euro espoir 2021, entre la France et la Géorgie (3-2), le 15 novembre 2019[18].
- Match des quarts de finale de la Coupe de France de football 2019-2020 entre le SA Épinal et l'AS Saint-Étienne (1-2), le 13 février 2020[19].
- Match amical espoirs entre la France et le Danemark (4-1), le 7 septembre 2023[20].
- Match de qualification à l'Euro espoir 2025 entre la France et l'Autriche (1-2), le 15 octobre 2024[21].
- Match de la Ligue des nations féminine 2025 entre la France et la Suisse (4-0), le 30 mai 2025[22].

## Concerts
- Concert de Genesis le 14 juin 1987 durant la tournée "The invisible touch tour 86/87"[23].
- Concert de Johnny Hallyday, le 3 juin 2003[24].

## Galerie

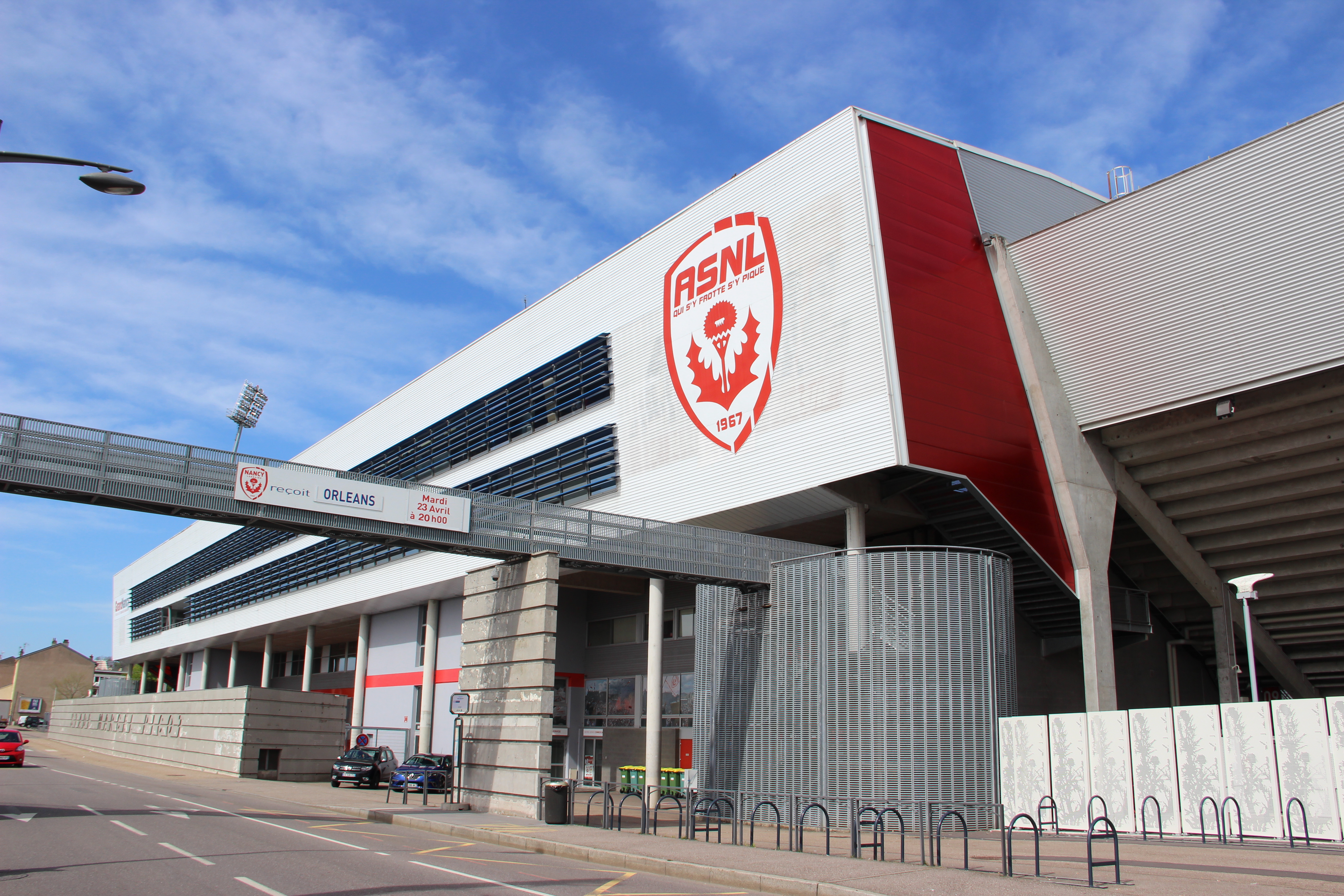
Vue externe depuis le boulevard Jean Jaurès
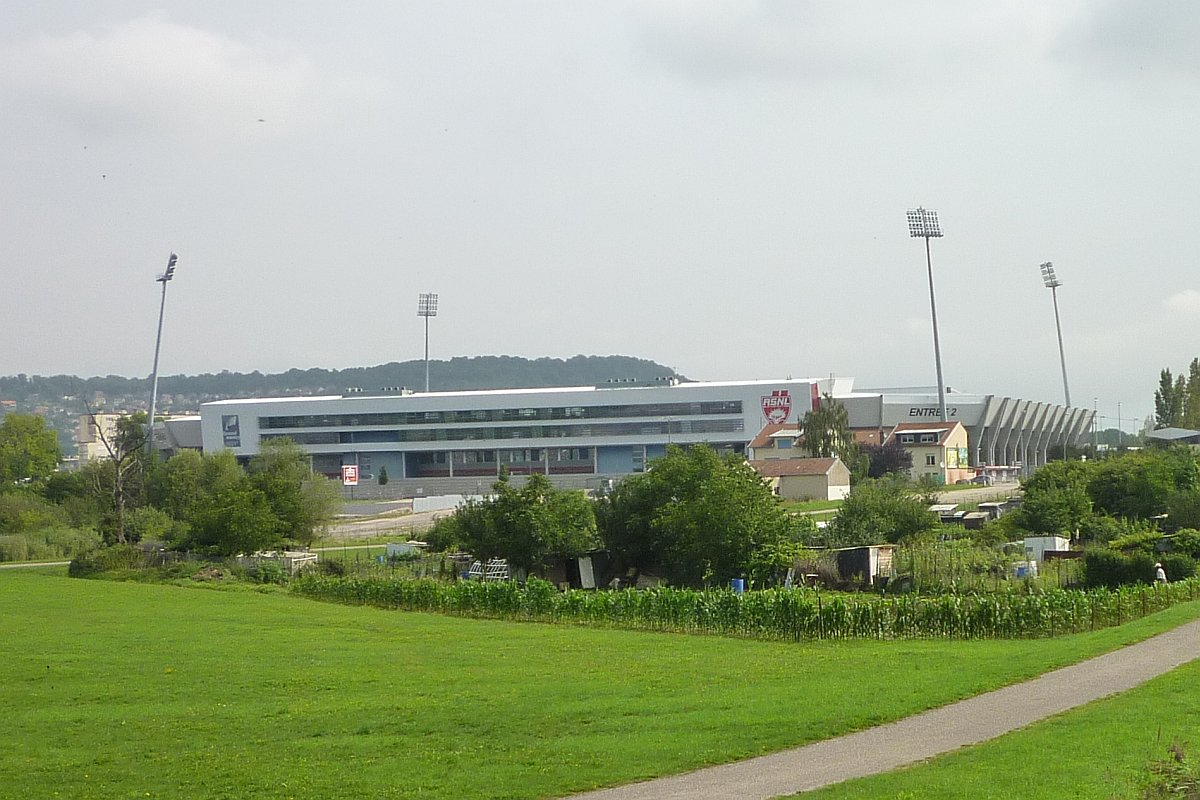
Vue externe
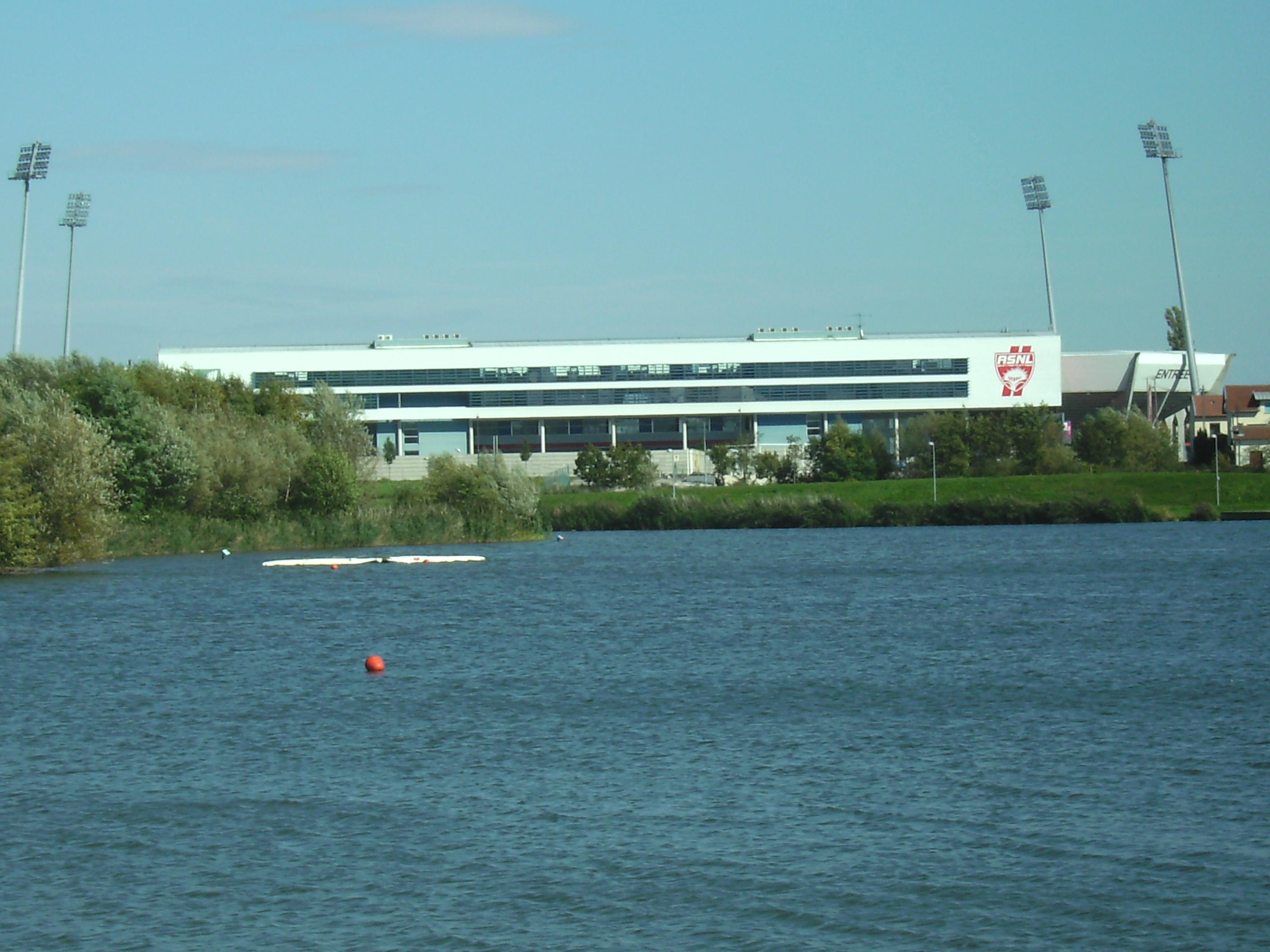
Le stade depuis la Meurthe
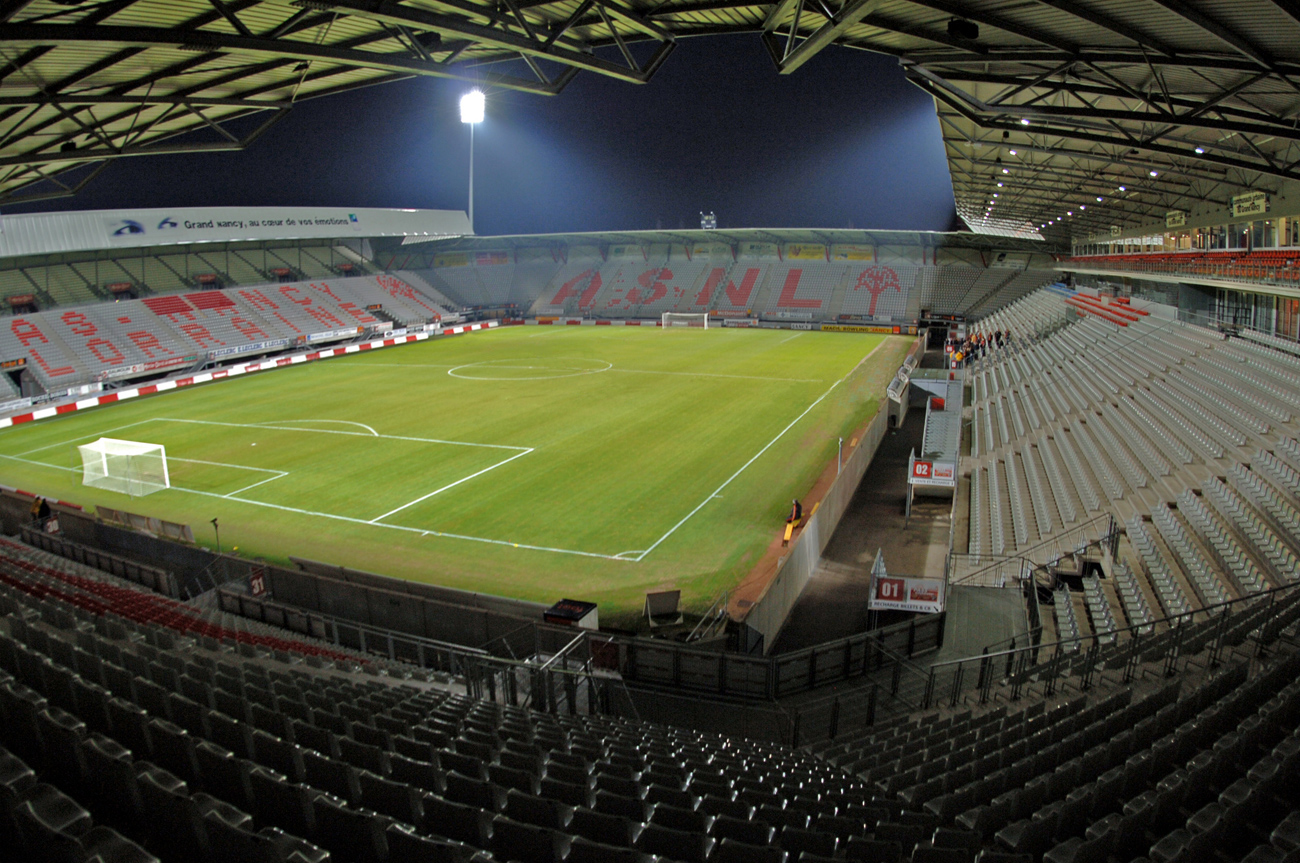
Vue interne depuis le virage
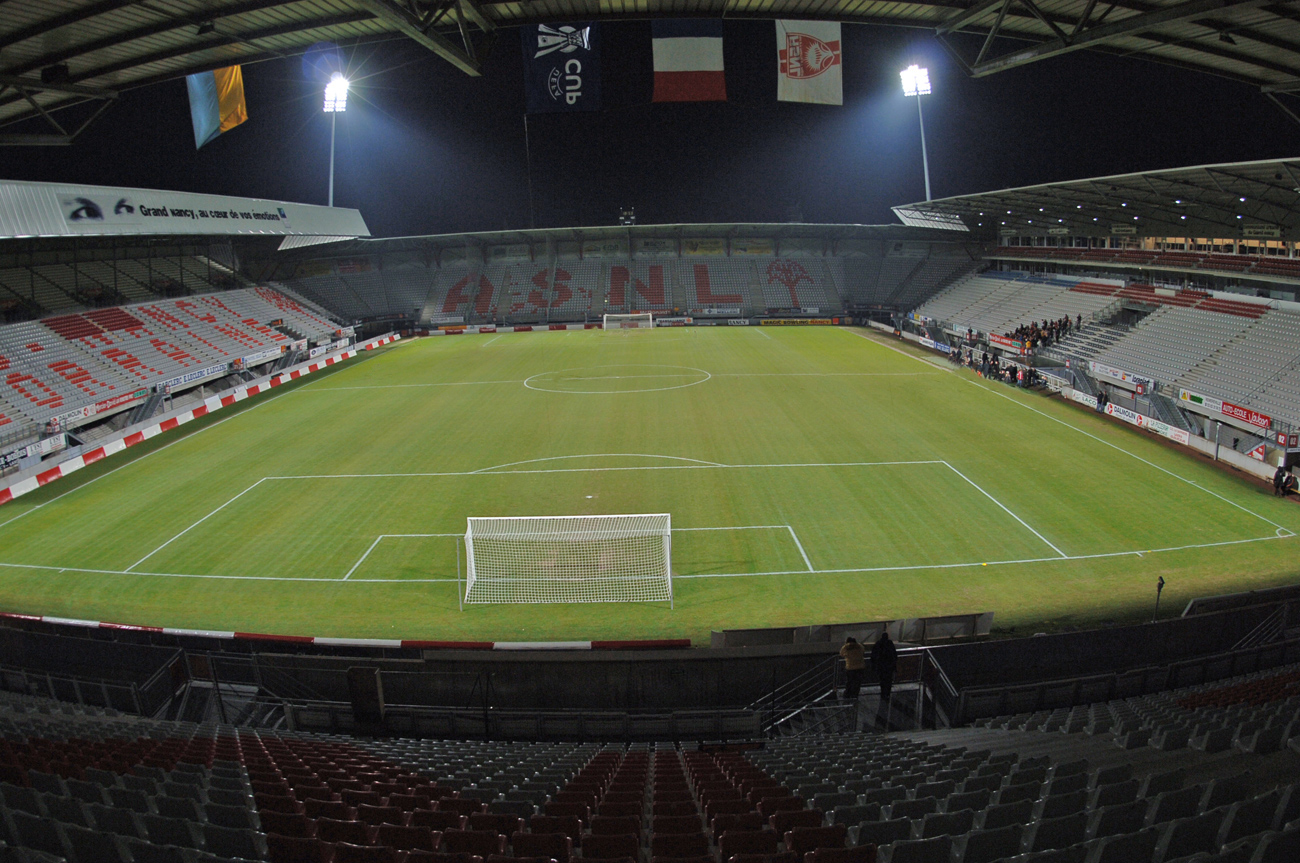
Vue interne depuis la tribune Piantoni
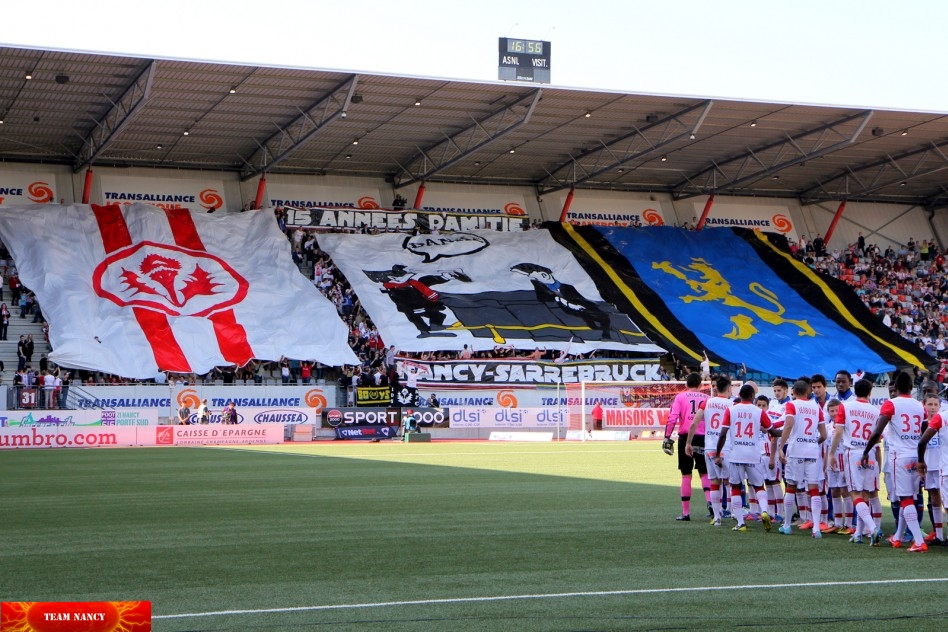
Tribune Piantoni